# أرتور أغاسان
أرتور أغاسان (الأرمينية: Արթուր Աղասյան، من مواليد 24 يونيو 1987 في يريفان) هو لاعب كرة قدم أرمني يلعب حاليًا في فينتورا كاونتي فيوجن في الدوري الأمريكي الممتاز للتنس.

## مهنة

### أرمينيا
لعب أغاسان لشباب نادي بانانتس، الذي فاز معه ببطولة U-16 الأرمني و U-17 الوطنية في عامي 2003 و2004، قبل توقيع عقده المهني الأول مع بيونيك في عام 2005. كان هداف في الدوري الأرمني الأول في عام 2005، وسجل 16 هدفا في 25 مباراة. ذهب للعب ثلاث مباريات لبيونيك في عام 2007، وقضى بعض الوقت على سبيل الإعارة في نادي أوليسيس، قبل مغادرته النادي في نهاية الموسم.

### الولايات المتحدة
انتقل أغاسايان إلى الولايات المتحدة في عام 2008 بعد أن تلقت عائلته بطاقات خضراء أمريكية. في ملعب غلينديل (كاليفورنيا)، منطقة كاليفورنيا، وقع أغاسان ليلعب مع نادي فينتورا كاونتي فيوجن الإنجليزي الممتاز. قضى موسمين مع فيوجن،وساعد الفريق في بطولة USL PDL لعام 2009.
شارك أغاسان في التجارب الاحترافية مع فريق تشاماس يو إس إيه وريال سولت ليك في الدوري الممتاز لكرة القدم عام 2010، حيث سجل أربعة أهداف في ثلاث مسابقات للمعارض في شيفاس، وسجل هدفاً لفريقه RSL في فوزه 6-0 على الجانب الصيني شاندونغ لونينغ تايشان. بعد فترة قصيرة قضاها مع فريق الهواة Doxa Italia في لوس أنجليس، لعب مع شيفاس في قسم احتياطي MLS في عام 2011، قبل توقيع عقد احترافي مع ريال سالت ليك في 27 مايو 2011.بدأ ظهوره للمرة الأولى في 4 يونيو كبديل متأخر في الفوز 2-0 على نادي فانكوفر وايتكابس لكرة القدم.تم الإفراج عن أغاسان من سولت لايك في 29 يوليو 2011. بعد ذلك بوقت قصير، وقع مع لوس أنجليس بلوز من دوري USL Pro.
تم الإفراج عن أغاسيان من عقده مع البلوز في نهاية الموسم. في الآونة الأخيرة، كان يلعب مع فريق الهواة Cal FC في الولايات المتحدة الأمريكية، المنتسب إلى La Gran Liga de Oxnard في أوكسنارد، كاليفورنيا.

### الدولية
أغاس يان هو شاب أرمني دولي، حيث مثل بلاده في مستوى U-19 و U-21. لعب أربع مباريات لفريق أرمينيا تحت 19 سنة في بطولة أوروبا تحت 19 عام 2006.

## شخصية
أغاسان هو ابن عم لاعب كرة القدم الأرمني المحترف يورا موفسيسيان.

## روابط خارجية
- أرتور أغاسان على موقع الدوري الأمريكي (الإنجليزية)
- أرتور أغاسان على موقع قاعدة بيانات كرة القدم.إي يو (الإنجليزية)
- أرتور أغاسان على موقع Soccerway.com (الإنجليزية)
- أرتور أغاسان على موقع عالم كرة القدم.نت (الإنجليزية)